# Sport à Saint-Maurice-de-Beynost
Vous lisez un « bon article » labellisé en 2013.
Le sport à Saint-Maurice-de-Beynost unit l'activité sportive en général et la ville de Saint-Maurice-de-Beynost dans l'Ain en France. L'histoire contemporaine de cette ville située en Côtière est assez marquée par le sport, en particulier par la présence d'un certain nombre d’équipements autour du forum des Sports.
Au sortir de la Seconde Guerre mondiale, Saint-Maurice-de-Beynost a son club de football, l'Olympique Saint-Maurice (OSM), qui connaît une certaine notoriété régionale et qui est notamment entraîné par l'international Roland Schmitt. Jean Djorkaeff, Éric Spadiny ou encore Joseph-Désiré Job y font leurs débuts. En 1999, l'Olympique Saint-Maurice fusionne au sein d'Ain Sud Foot dont le stade du Forum est situé à Saint-Maurice-de-Beynost. Ce club est notamment entraîné par Jean-Christophe Devaux de 2010 à 2013 et par Jérémy Berthod depuis 2022.
À partir de la saison 2023-2024, le club de sport-boules Olympique Boules Saint-Maurice-de-Beynost (OBSM) évoluera en Nationale 1.

## Infrastructures et fréquentations
| \| 1 km \| Localisation de la carte des lieux sportifs · de Saint-Maurice-de-Beynost. |
| 1 km                                                                                  |

Outre le stade du Forum, qui a remplacé le Stade Roland-Schmitt de l'OSM, et son second terrain en gazon synthétique, Le forum des Sports compte plusieurs courts de tennis du club « Saint-Maurice Tennis », la salle de boxe française du « Saint-Maurice-de Beynost-Savate », le boulodrome et le centre nautique communautaire « LILÔ », inauguré le 5 novembre 2011. La ville compte également un autre stade de football, celui-ci en stabilisé, le stade Denis-Papin, utilisé en de très rares occasions, y compris pour des circonstances non-sportives, la vogue par exemple.
Sur l'année 2012, LILÔ a été utilisé au cours de 217 804 passages soit 18 150 passages par mois. Parmi ceux-ci, 24 209 passages ont été réalisés par des habitants de Saint-Maurice-de-Beynost ce qui représente environ 11 % de l'utilisation globale.
Le centre social Artémis, inauguré en août 2013, accueille une activité gymnastique ainsi que le siège du club Saint-Maurice Côtière Volley. L'activité gymnastique est jusqu'à la saison 2012-2013 accueillie par le centre Marcel-Cochet. En 2011-2012, le centre Marcel-Cochet compte 441 adhérents hors bibliothèque.
Sur la saison 2011-2012, les nombres d'adhérents des principales associations sportives mauriciennes sont détaillés dans le tableau ci-dessous. Hormis pour le club communautaire Ain Sud, une grande majorité des licenciés des différents clubs municipaux, habitent Saint-Maurice-de-Beynost.
L'arrêt Forum des Sports de la ligne 2 du réseau de transport en commun intercommunal Colibri dessert le forum des Sports.
| \| 250 mètres Forum des Sports Stade du Forum Second terrain Stade Denis-Papin Ancien stade de la soie Premier boulodrome Boulodrome Tennis club Club de savate Centre nautique LILÔ \| Les lieux sportifs de Saint-Maurice-de-Beynost. |
| 250 mètres Forum des Sports Stade du Forum Second terrain Stade Denis-Papin Ancien stade de la soie Premier boulodrome Boulodrome Tennis club Club de savate Centre nautique LILÔ                                                       |

| Association sportive                      | Licenciés (2011-2012) |
| ----------------------------------------- | --------------------- |
| Ain Sud                                   | environ 600           |
| Saint-Maurice Tennis Club                 | 234                   |
| Olympique Boules Saint-Maurice-de-Beynost | 107                   |
| Saint-Maurice-de-beynost savate           | 114                   |
| Cyclotourisme de la Dombes                | 50                    |
| Twirling Bâton                            | 20                    |
| Gymnastique volontaire Ikébana            | 16                    |

Vue de LILÔ à Saint-Maurice-de-Beynost.
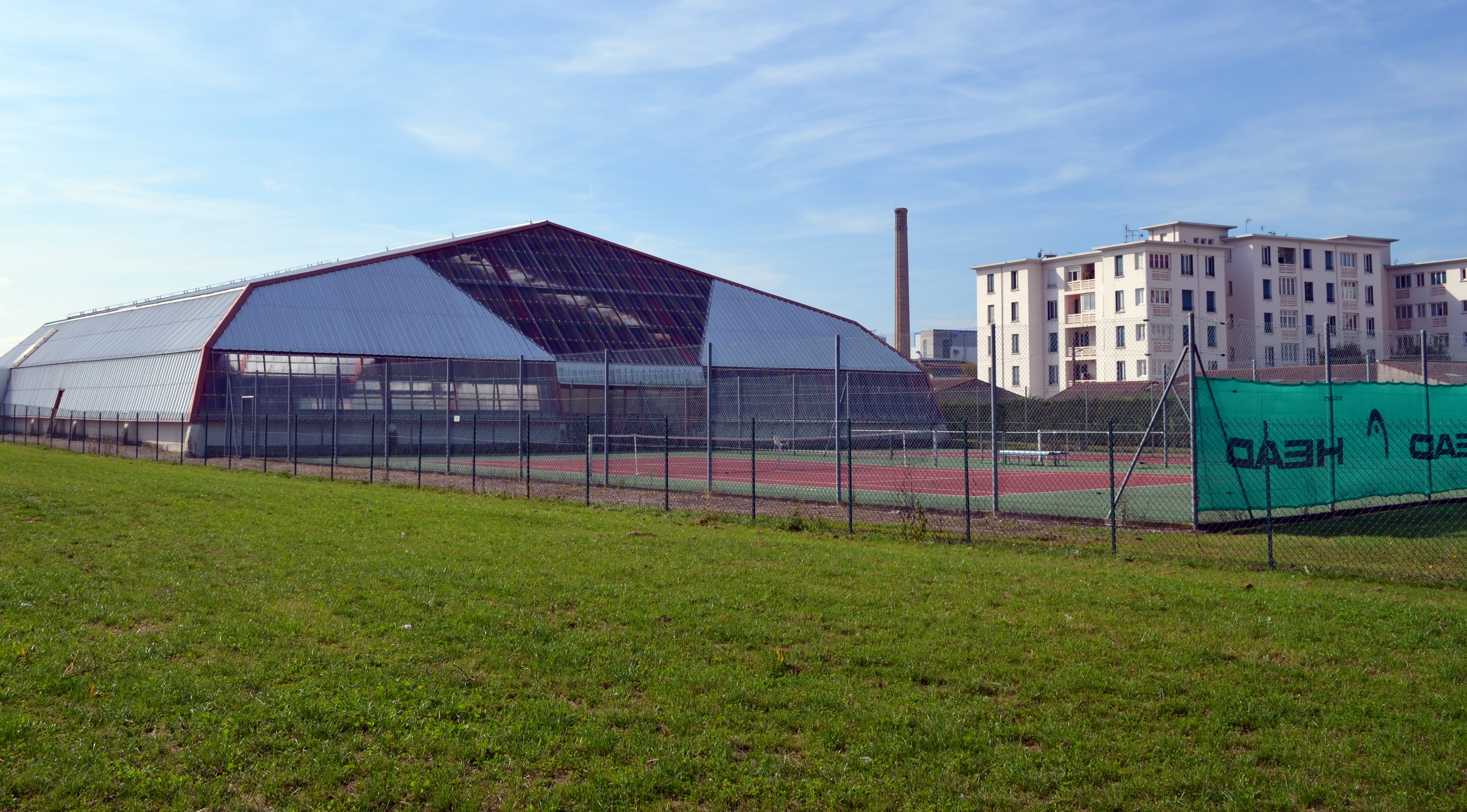
Le bâtiment des courts couverts du Tennis club.
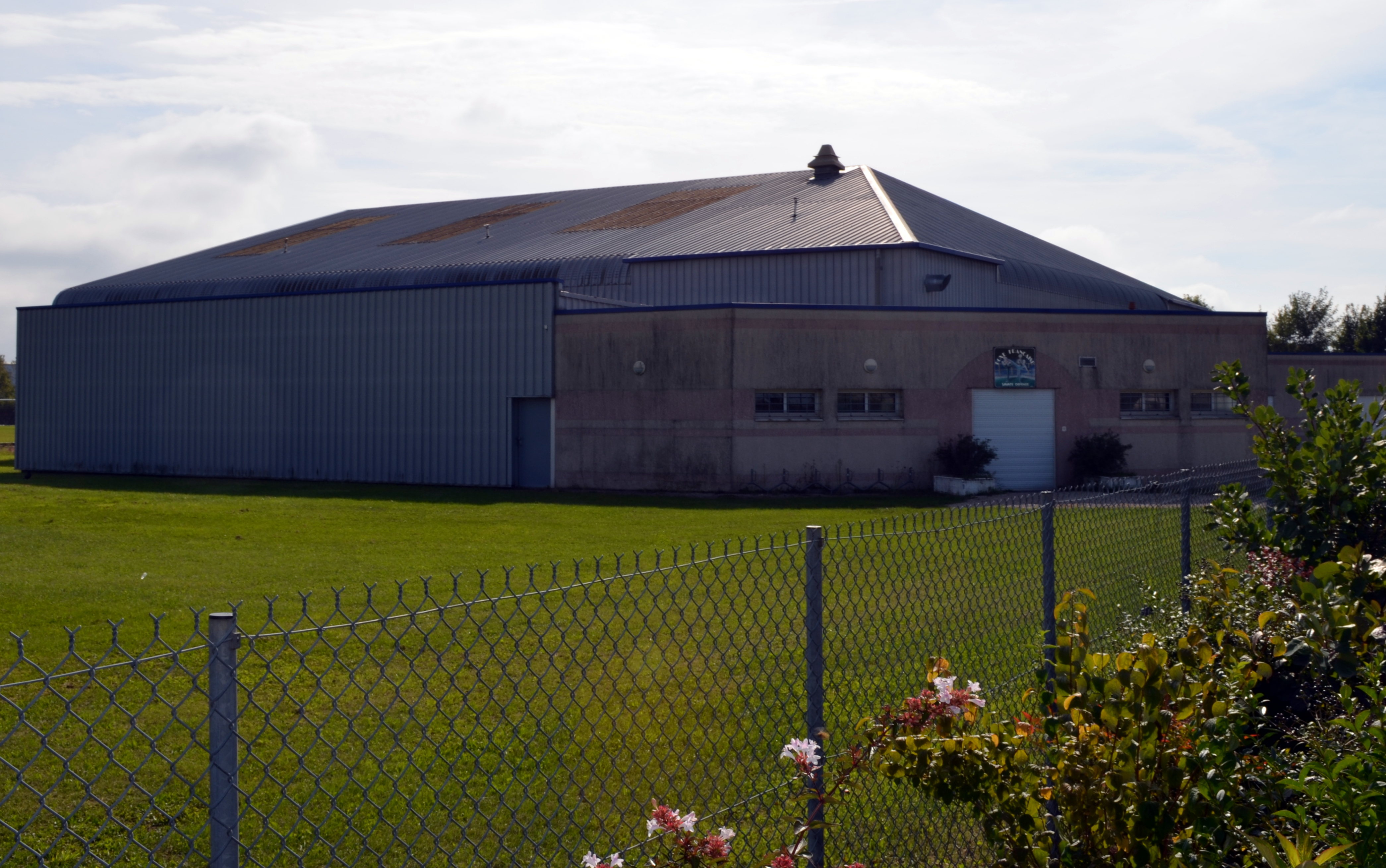
Bâtiment du boulodrome de l'OBSM, côté entrée du club de savate.
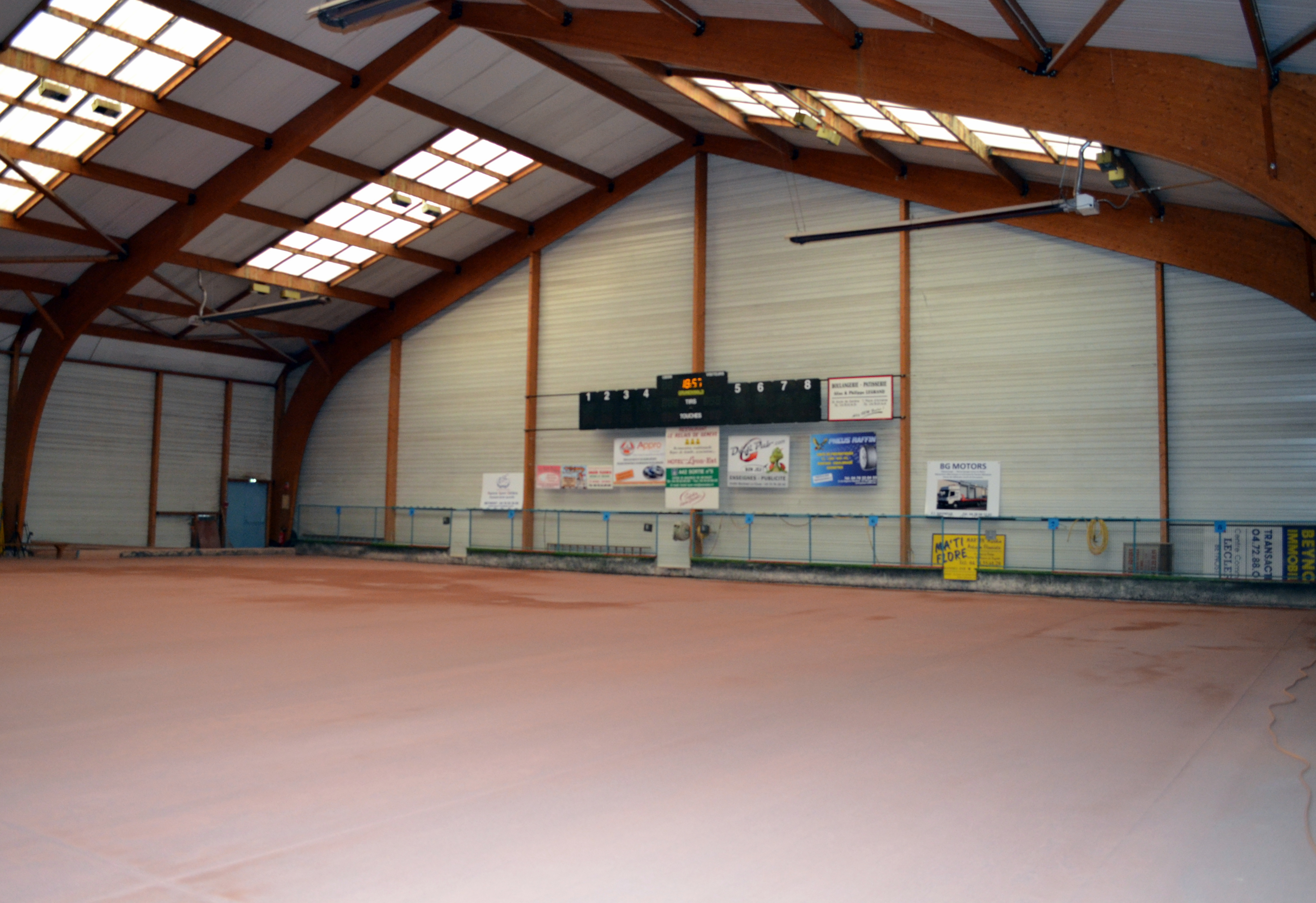
Vue de l'intérieur du boulodrome de l'Olympique Boules Saint-Maurice-de-Beynost (OBSM).

## Disciplines sportives pratiquées

### Athlétisme
Traditionnellement, en décembre, est organisé le « cross des papillottes » à La Sathonette.

### Boxe française

#### Cacciatore Boxing Club Saint Maurice

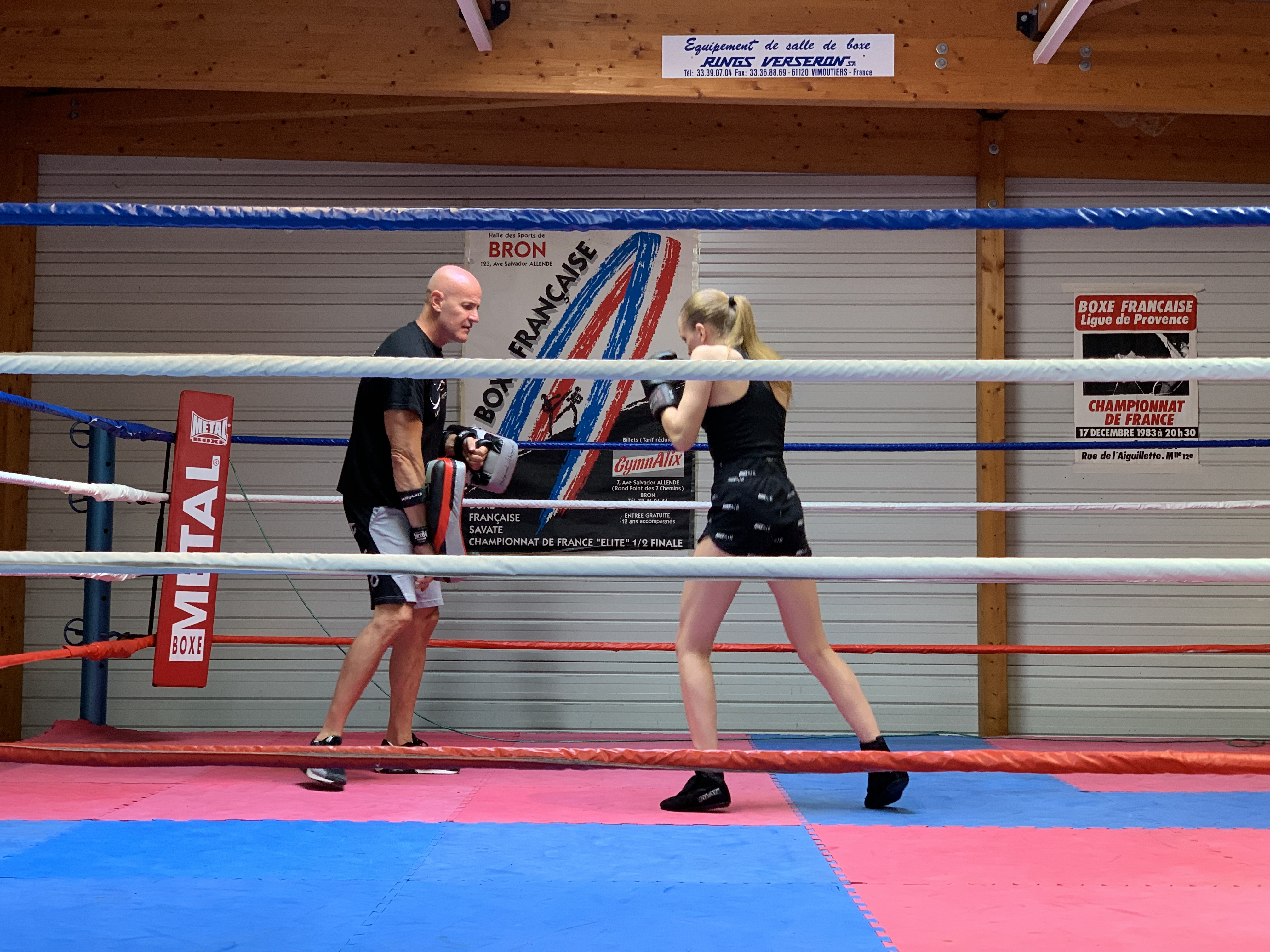
Une boxeuse du club à l'entraînement avec son entraîneur (en août 2019).

Le club de boxe française nommé Saint-Maurice-de-Beynost savate est créé le 12 janvier 1983. À l'origine, sa fondatrice Denise Avédiguian (23 février 1951 - 2013) — qui fut également conseillère municipale de Miribel de 1989 à 1995 — assure tous les cours dispensés. En 1995, le club obtient une salle affectée à la pratique de la savate au forum des Sports,. Denise Avediguian a été vice-présidente de la fédération française. Elle décède en 2013. Le 30 mai 2015, la salle de savate est baptisée « salle Denise-Avédiguian ».
Le club a obtenu quelques bons résultats nationaux et internationaux : Michel Chergui est champion de France Junior en 1985, Christophe Pupier lui succède en 1986 et Richard Aguenihai obtient le même titre en 1989. Serge Cacciatore quant à lui devient champion d'Europe (assaut technique) en 1999 et champion du monde (assaut technique). Aurélie Miramand a été championne de France en boxe anglaise et en boxe française.
Le club se renomme par la suite Cacciatore Boxing Club Saint Maurice en hommage à Serge Cacciatore (1967-2022) qui en était le président d'honneur.

### Cyclisme
L'hôtel Logis Lyon-Est héberge fréquemment une bonne partie du peloton du Tour de l'Ain cycliste. Pour le Tour de l'Ain 2013 par exemple, plusieurs équipes dont AG2R La Mondiale, Garmin-Sharp, Omega Pharma-Quick Step ou encore Cofidis sont hébergées à l'Hôtel Logis Lyon-Est,. Quand le Tour de France passe dans la région, il arrive que certaines équipes le choisissent comme lieu de résidence, entre deux étapes. C'est également le cas pour le Critérium du Dauphiné.

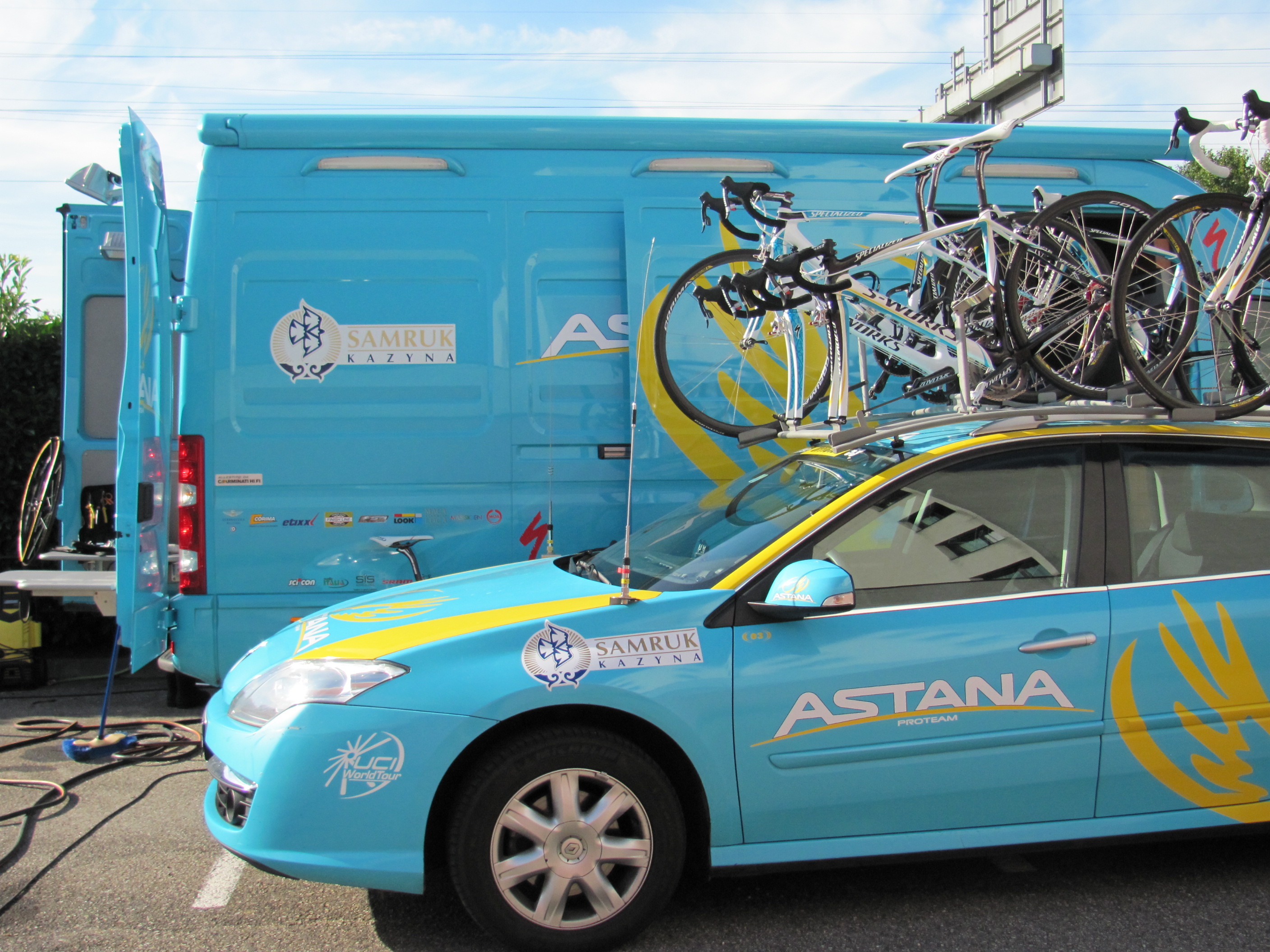
Véhicules Astana à l'hôtel Logis Lyon-Est (Tour de l'Ain 2011).
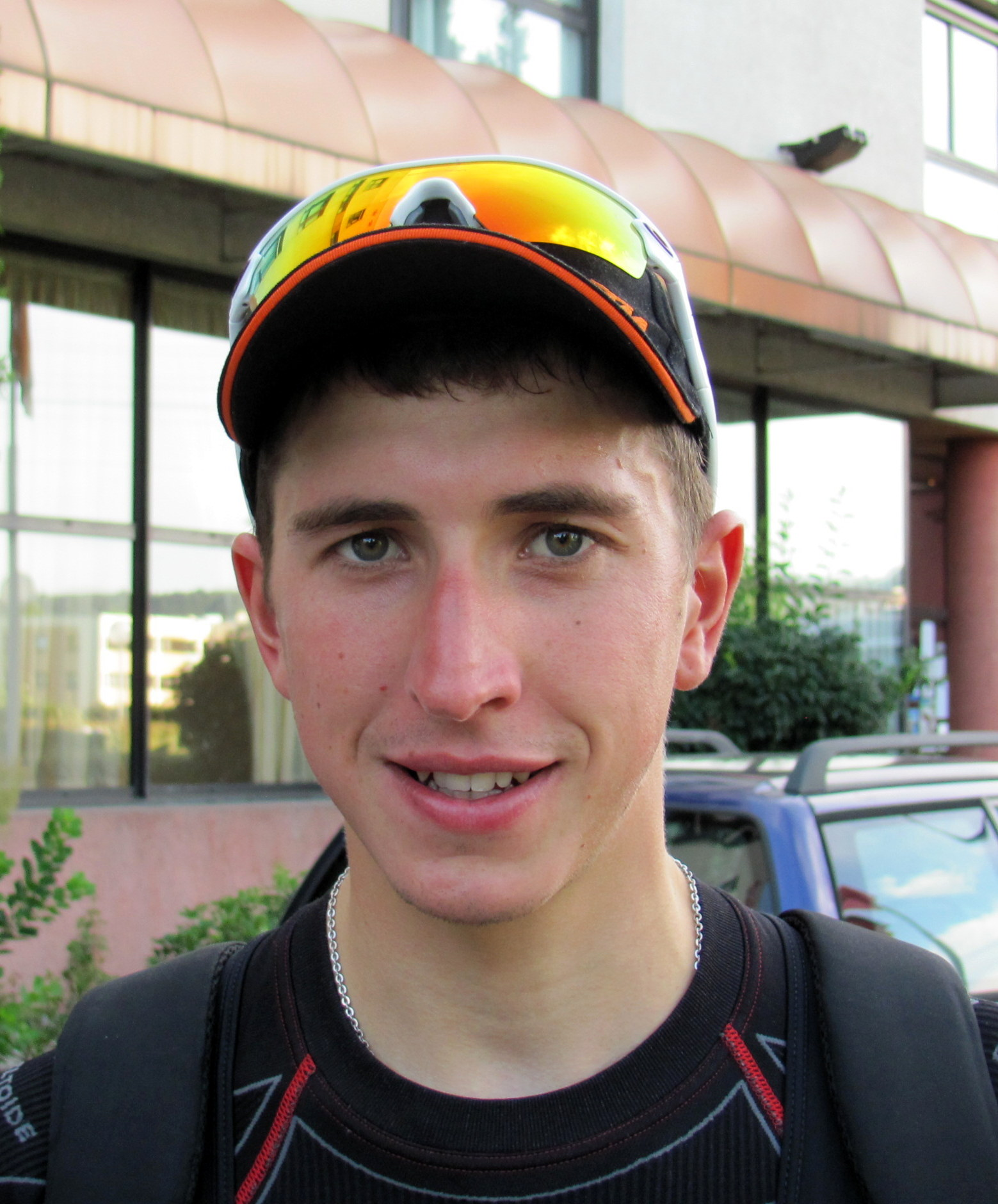
Romain Hardy, à Saint-Maurice-de-Beynost, au soir de la 2e étape qui l'a vu endosser le maillot vert (Tour de l'Ain 2011).
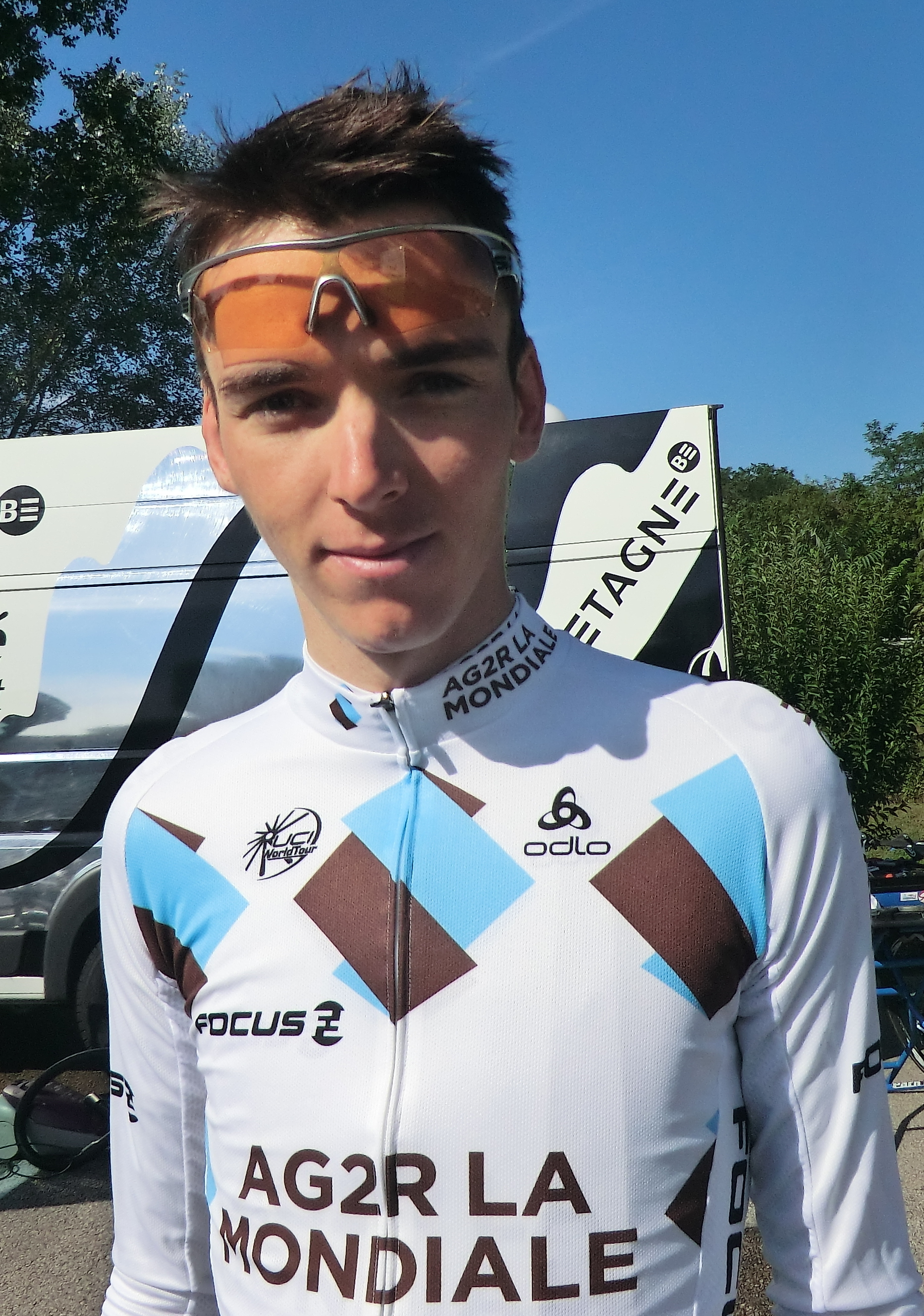
Romain Bardet à l'hôtel Lyon-Est, lors du Tour de l'Ain 2013 (dont il est le vainqueur final).
Hôtel Lyon-Est, la veille du départ du Tour de l'Ain 2013.

#### Cyclotourisme de la Dombes

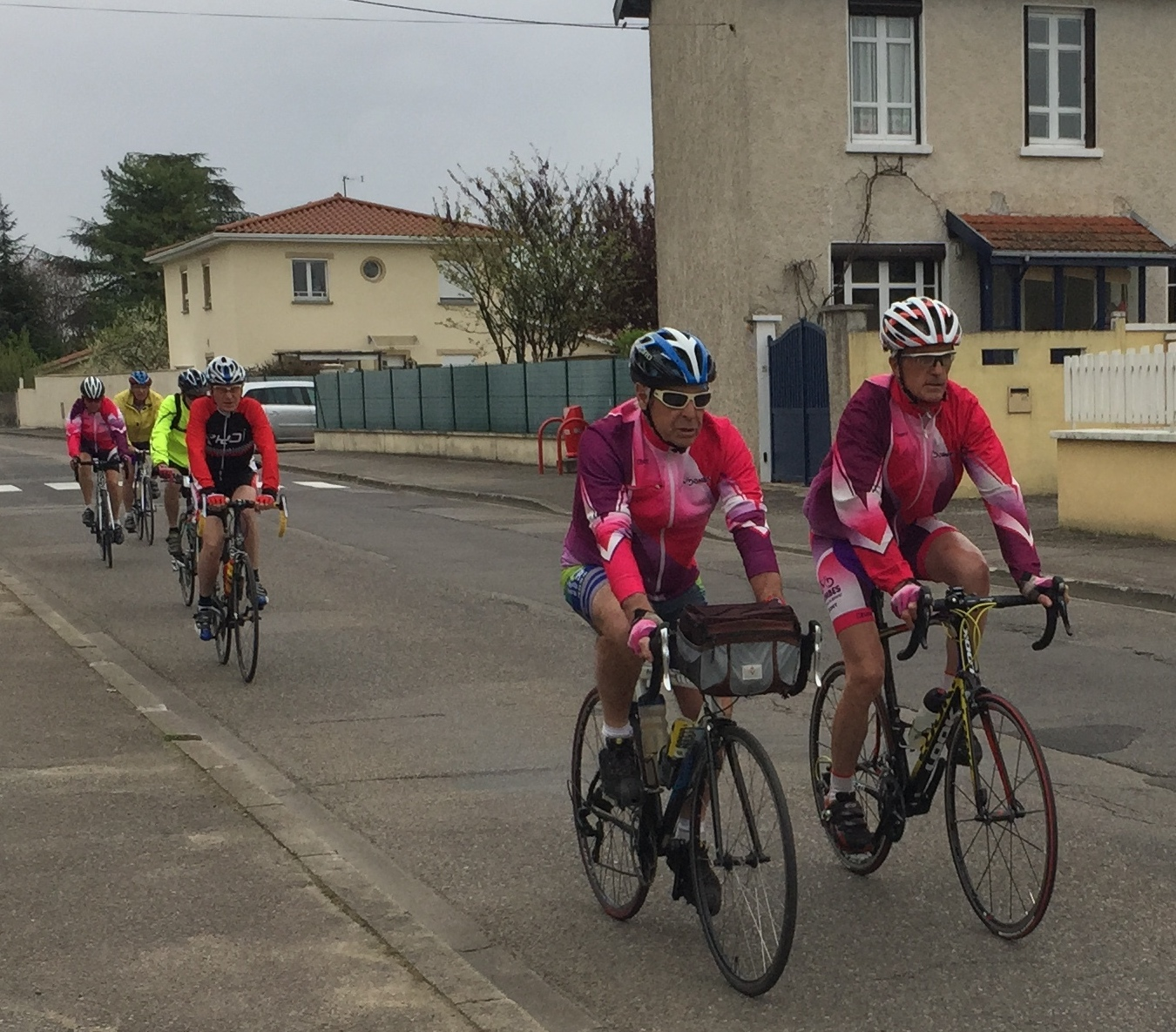
Cyclotouristes de la Dombes, avec le maillot (rose) du club, en 2015.

Saint-Maurice-de-Beynost compte un club de cyclotourisme : Cyclotourisme de la Dombes. Fondé le 13 novembre 1976, il est particulièrement actif, y compris en période de confinement et de couvre-feu. Le club organise un évènement annuel : La Mauricienne cyclotouriste qui prenait son départ à Sainte-Croix jusqu'en 2022 (pour l'édition 2023, le départ est prévu à La Sathonette).

### Football
L'Olympique Saint-Maurice fut le club historique de Saint-Maurice-de-Beynost de 1944 à 1999 et sa fusion au sein d'Ain Sud Foot avec d'autres clubs locaux.

#### Olympique Saint-Maurice

##### Création
Le club de football historique de Saint-Maurice-de-Beynost est l'Olympique Saint-Maurice (OSM) : il est créé le 28 février 1944. Néanmoins celui-ci attend 1945 et la Libération pour être officialisé en préfecture. Les premiers dirigeants sont Noël Catelin, Jean Chosson (futur 1er adjoint puis maire de maire de Saint-Maurice-de-Beynost) et Jean-Louis Champion.
En 1947, Marcel Cusin, fils de Maurice Cusin (patron de l'usine textile de la ville de la SLT) est sollicité pour prendre la direction du club. Il embauche rapidement l'entraîneur de renom régional et ancien international de football Roland Schmitt, issu du LOU football.

##### Les premières saisons
La saison 1944-1945 voit le club évoluer en 4e série ; en 1946-1947, le club termine 3e de 4e série et accède rapidement à la 2e série puis à la Division d'Honneur.
En février 1951, un article de L'Équipe présente ainsi l'OSM : « En cinq ans, la SLT a fait de Saint-Maurice-de-Beynost, le centre sportif numéro un de l'Ain » et évoque également le Prix Pothin (de meilleur « patron sportif de France ») remis à Marcel Cusin décrit en ces termes : « Marcel Cusin, meilleur patron sportif ». Le 2 février 1959, la fermeture de l'usine est annoncée. Si l'activité reprend au début des années 1960, cette fermeture entraîne un coup d'arrêt dans la progression du club. Marcel Simon remplace Marcel Cusin à la direction du club, qui descend petit à petit jusqu'à la Promotion de District. Jean Djorkaeff fait alors ses premières armes de jeune footballeur à l'OSM,.

##### À partir des années 1960
En 1966, le club amorce une lente remontée et accède à la Promotion B. Il est alors dirigé par Jean Rivory, tandis que Basile Ciani est entraîneur. À la fin des années 1960, Éric Spadiny est jeune footballeur à l'OSM, son père Roger sera par la suite président du club. En 1981-1982, le président Azad Stéphanian est contraint d'arrêter totalement les activités du club faute d'encadrement suffisant, ceci pendant un an. La saison suivante (1982-1983), après vingt-trois ans en District, l'OSM remonte en Ligue. Le séjour à ce niveau ne dure que jusqu'à la saison 1986-1987, à l'issue de laquelle le club descend à nouveau ; dès la saison suivante, le club remonte en Ligue à la suite de l'obtention de son titre de champion du groupe A de Promotion d'Honneur Régional. Joseph-Désiré Job, futur international camerounais, joue alors en équipe de jeunes à l'OSM. En 1995, le club est champion du groupe A d'Honneur Régional.
En 1999, la création de Ain Sud Foot est décidée : elle résulte de la fusion de quatre clubs de football dont l'OSM. Les trois autres clubs sont : l'ES Beynost, l'US Miribel et le FC Neyron. Un certain nombre de dirigeants et d'encadrants de l'OSM décident de poursuivre l'aventure avec Ain Sud Foot, comme Azad Stéphanian ou François Calard.
En 2010, l'association « Olympique Saint-Maurice-de-Beynost » (OSM), destinée à la « promotion de la pratique et le développement du football » est déclarée auprès de la préfecture de l'Ain par l'AUGEB (Association des usagers et de la gestion de l'espace Brel), association ensuite dissoute en 2012.

##### Le stade de la soie

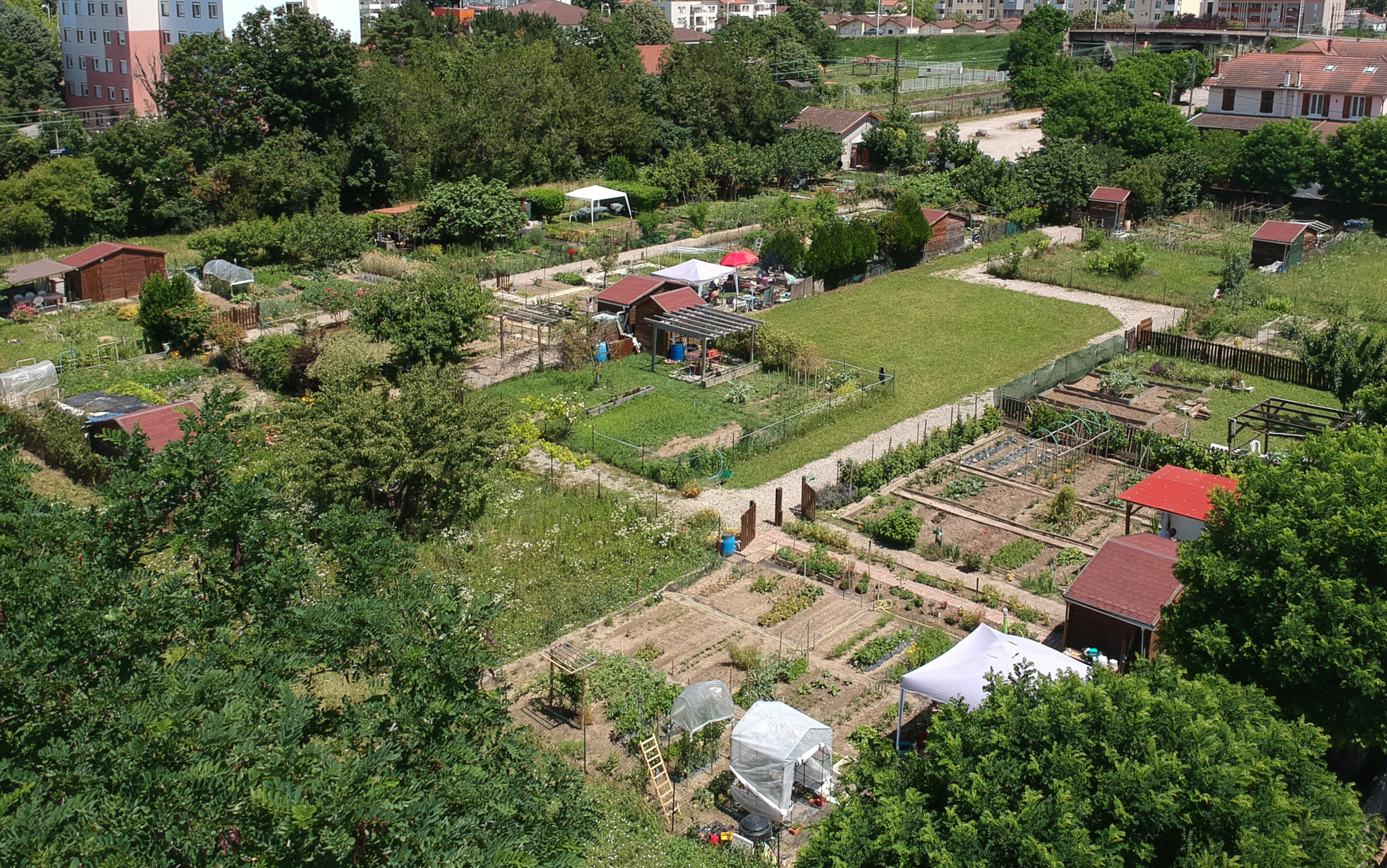
Les jardins familiaux de Saint-Maurice-de-Beynost, anciennement Stade Roland-Schmitt et anciennement encore Stade de la soie.

Le stade de l'OSM, baptisé « Stade de la soie », est inauguré le 27 septembre 1947 : une rencontre y est organisée opposant l'OSM et le Servette de Genève. Le stade dispose rapidement de l’éclairage, chose assez exceptionnelle pour l’époque : les professionnels de l’AS Saint-Étienne viennent d'ailleurs à Saint-Maurice-de-Beynost, pour se familiariser avec cette nouveauté.
Après la mort de Roland Schmitt, le stade de football de L'OSM, est baptisé « Stade Roland-Schmitt ». À la suite de la fusion l'OSM en 1999 au sein du club Ain Sud Foot, le stade n'est plus utilisé car le nouveau club dispute ses matchs au stade du Forum. En 2010, le stade est reconverti en jardins familiaux.

##### Liste des présidents de l'OSM
Ci-dessous la liste des présidents qui se sont succédé à la tête de l'OSM. Jean Chosson, est en 1945, le premier président (officieux) du club. Le dernier président est François Calard (1961-2019) ; il est particulièrement actif au sein du projet de création d'Ain Sud Foot dont il devient le vice-président dès sa fondation en 1999.
| Nom du président   | Période                                |
| ------------------ | -------------------------------------- |
| Marcel Cusin       | 1945 à 1947 environ                    |
| Hippolyte Doury,   | à partir d'environ 1948 et années 1950 |
| Marcel Simon       | Années 1960                            |
| Lepareintoen       | Années 1960                            |
| Jean Rivory        | Années 1960-70                         |
| Claude Royer       | Années 1970                            |
| Roger Spadiny (I)  | Années 1970-1980                       |
| Azad Stéphanian    | 1981-1982                              |
| Roger Spadiny (II) | 1982-1992                              |
| Richard Benhamou   | 1982-1996                              |
| François Calard    | 1996-1998                              |

#### Ain Sud

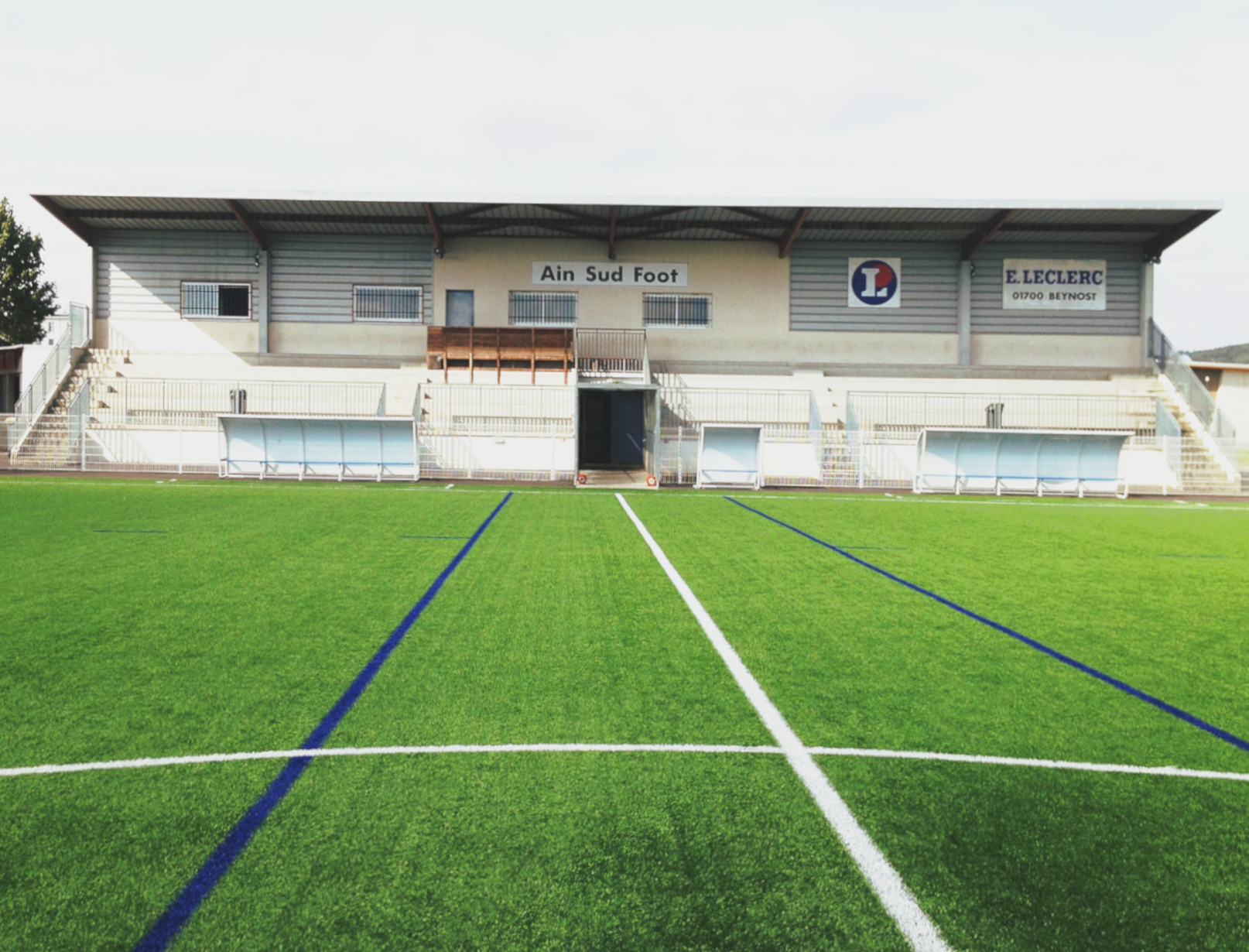
La tribune du stade du Forum.

Depuis 1999, Ain Sud Foot, puis Ain Sud a pris la suite de l'OSM. Son stade étant basé à Saint-Maurice-de-Beynost : le stade du Forum. La saison 2022-2023 constitue la 6e saison du club en Nationale 3.

### Randonnée pédestre

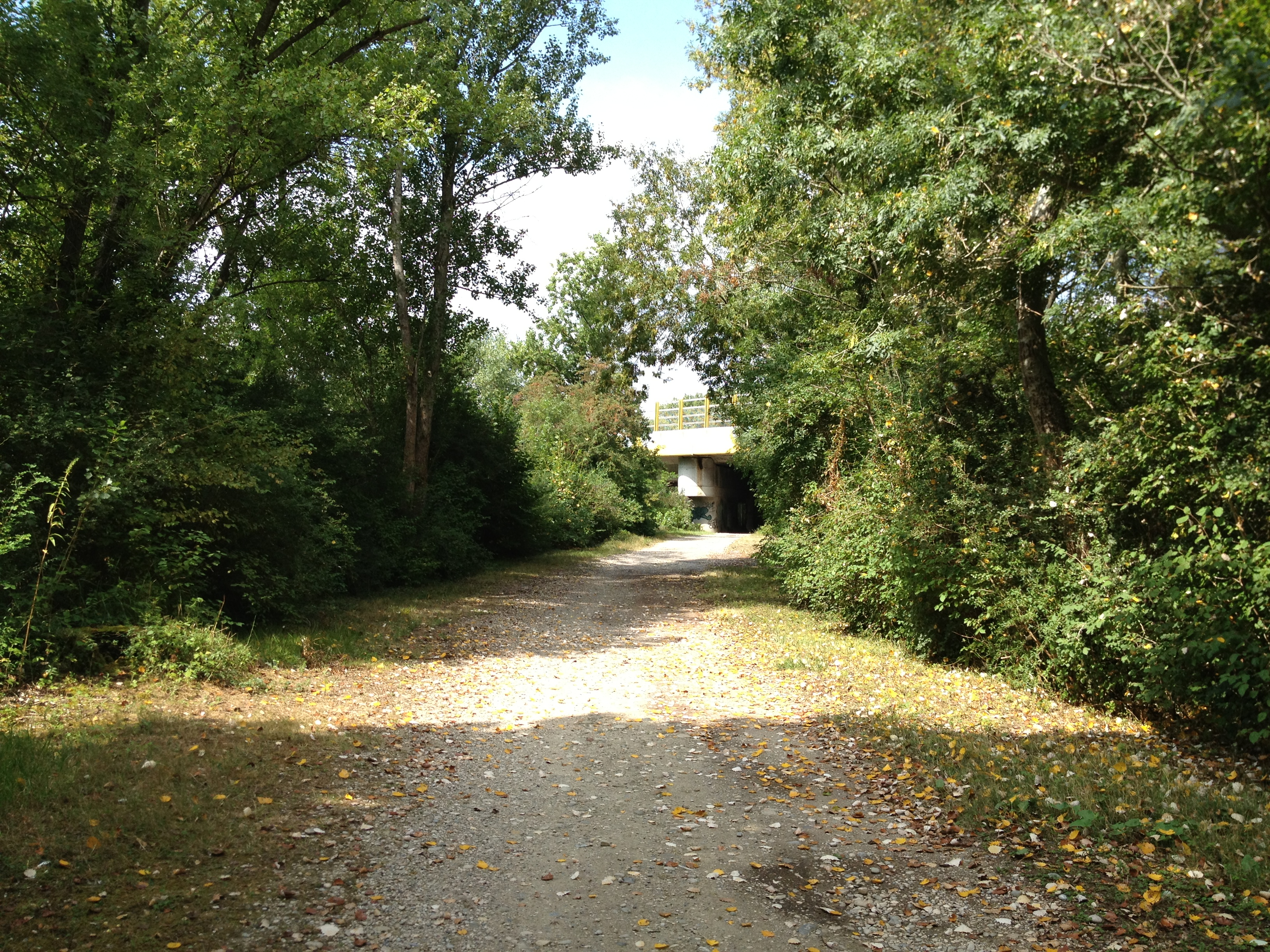
Vue du chemin de halage à Saint-Maurice-de-Beynost.

Outre le Grand parc de Miribel-Jonage qui constitue une zone de protection de la faune et de la flore (l'Île de Miribel-Jonage est zone Natura 2000 et le Lac des Eaux Bleues est une ZNIEFF de type II), plusieurs lieux et usages favorisent la pratique de la randonnée pédestre à Saint-Maurice-de-Beynost :
- Saint-Maurice-de-Beynost se trouve sur le parcours du pèlerinage de Saint-Jacques-de-Compostelle (section Genève - Lyon)[41] ;
- cinq sentiers surnommés « La Côtière » sillonnant le coteau de la Côtière ont été aménagés par la commune pour la randonnée[41] ;
- le chemin de halage, situé en rive droite du canal de Miribel est également un chemin de randonnée[41].

### Sport-boules et pétanque

#### Olympique Boules Saint-Maurice-de-Beynost (OBSM)

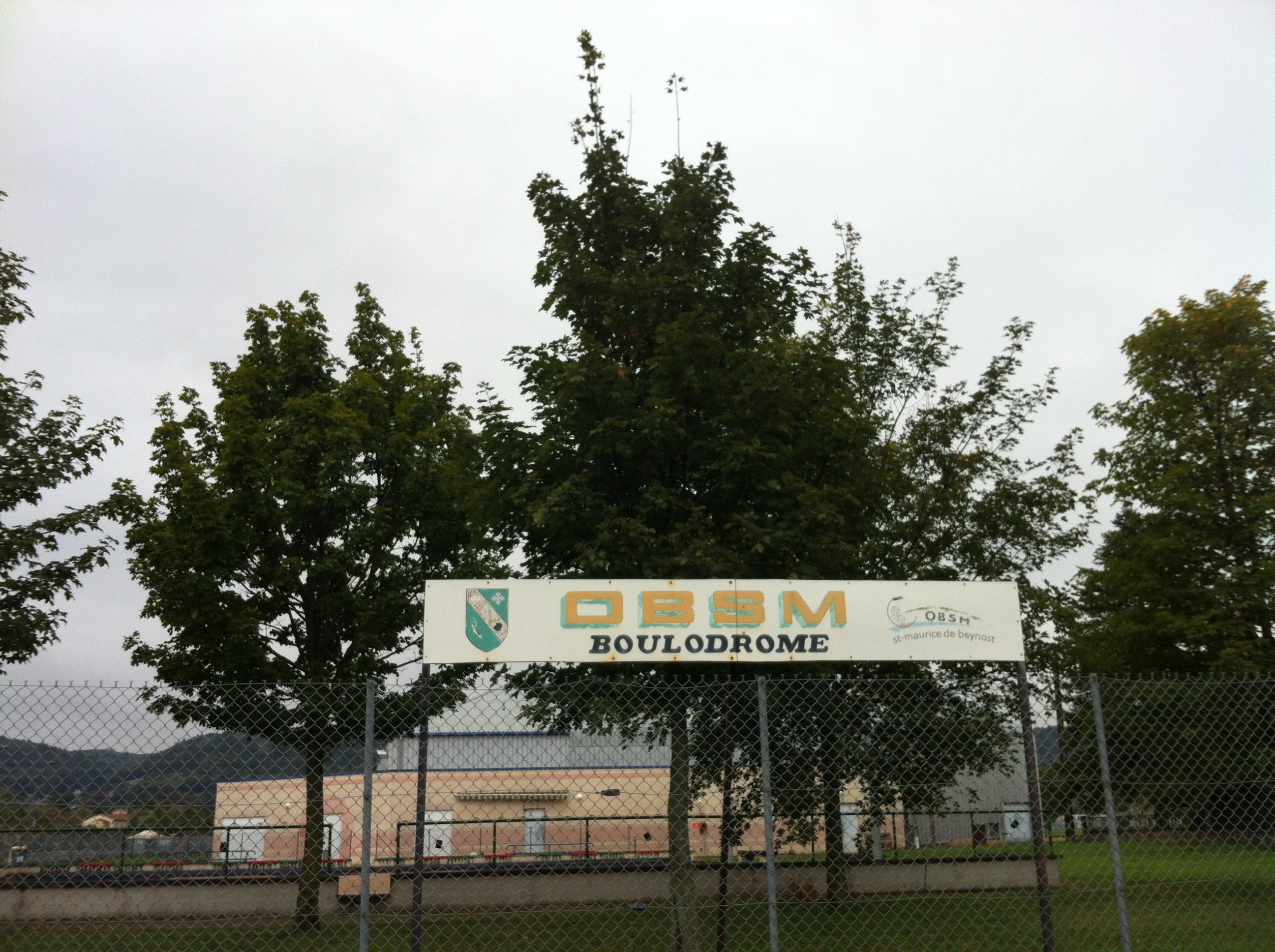
Pancarte « OBSM boulodrome » à Saint-Maurice-de-Beynost.

Le premier club de sport-boules de la ville est fondé en 1931 par Noël Cattelin. Il est nommé « Boule de la soie ». En 1953, ce club devient l'« Olympique Boules Saint-Maurice-de-Beynost » ; il est d'abord présidé par Marius Cattelin (fils du précédent). Un nouveau boulodrome est installé dans les années 1990 au forum des Sports, suppléant ainsi l'ancien boulodrome localisé dans le quartier ouvrier.
Chaque année, le club organise un tournoi départemental, le « challenge Grumel », du nom du principal sponsor, négociant en vins à Saint-Maurice-de-Beynost.
Le 19 octobre 2012, Gaëlle Millet (née le 12 octobre 1983 à Rillieux-la-Pape), originaire de Saint-Maurice-de-Beynost, formée à l'OBSM et employée municipale de la commune, devient championne du monde de sport-boules (en double) à Istanbul. L'OBSM ne comptant pas de section féminine, Gaëlle Millet dépend des clubs de Saint-Vulbas (en équipe) et de Saint-Denis-en-Bugey (en individuelle).
L'OBSM évoluait en Nationale 4 jusqu'en 2020-2021 et a réussi ensuite trois montées successives : champion de France National 4 en 2020-2021, finaliste du championnat de France Nationale 3 en 2021-2022, quart de finale du championnat de France Nationale 2, victorieux en février 2023 assurant ainsi la montée en Nationale 1 pour 2023-2024.

#### Pétanque Miribel Côtière

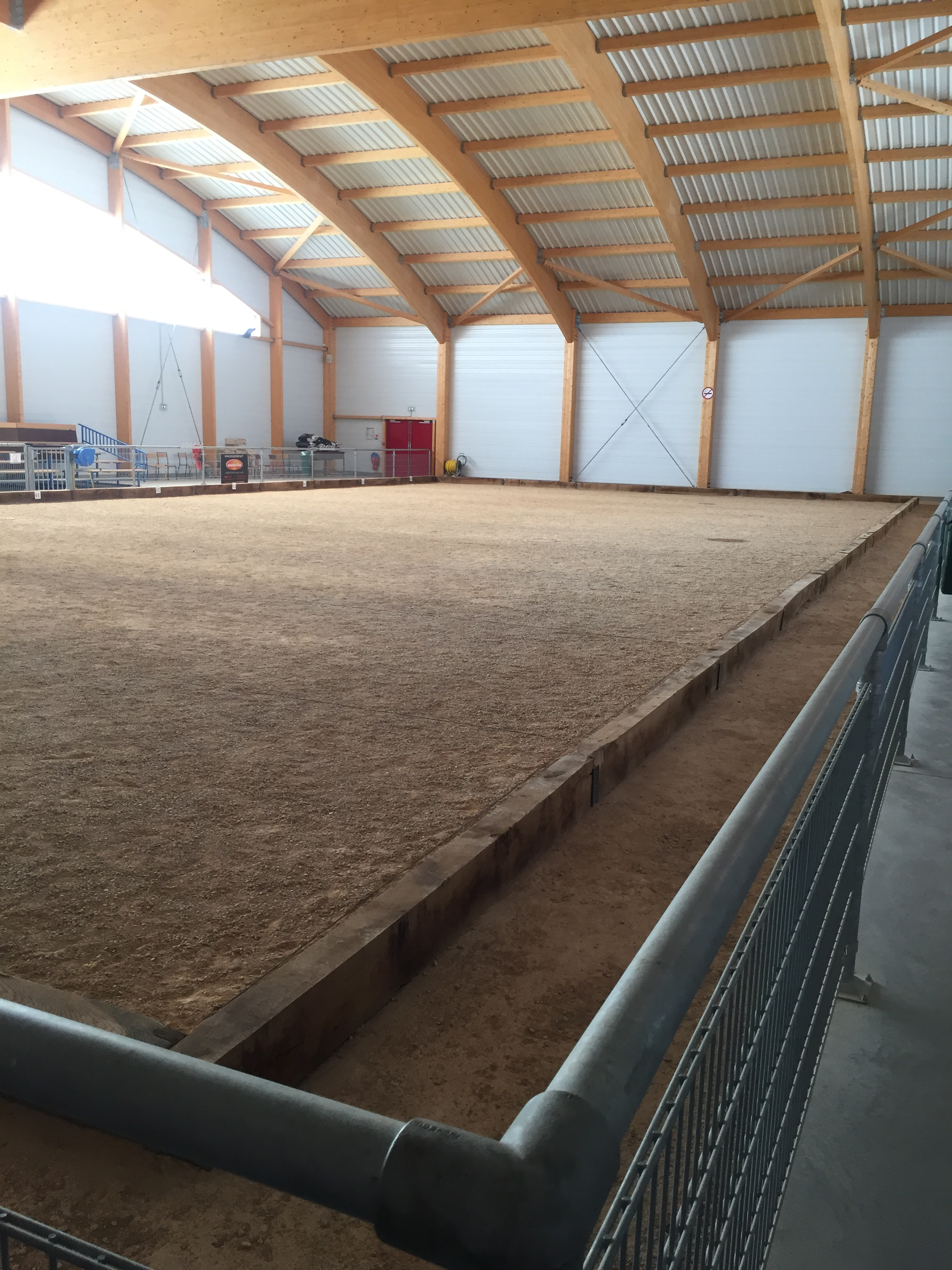
Vue de l'intérieur du pétanquodrome communautaire, inauguré en 2016.

En 2013, la communauté de communes annonce la livraison pour 2014, d'un pétanquodrome au forum des Sports. Destiné à remplacer le premier boulodrome (voir carte) situé rue Pasteur, il est construit sur un terrain de 7 937 m2 cédé par la commune. Il est utilisé par le club du « Pétanque Miribel Côtière » créé en 1982 et installé depuis 2002 à Saint-Maurice-de-Beynost. En 2014, ce club compte une centaine d'adhérents. L'emplacement précis du futur boulodrome est défini en 2014 : il est situé près du second terrain d'Ain Sud Foot au forum des Sports en bordure du chemin des Batterses. Construit en 2015, sa livraison est finalement effective en 2016 : elle implique quelques surcoûts qui font monter le coût total à plus d'un million d'euros.

### Tennis

#### Saint-Maurice Tennis Club
Saint-Maurice-de-Beynost compte un club de tennis disposant lui-même de quelques courts extérieurs et couverts. Le club Saint-Maurice Tennis Club est fondé en 1950. Ces activités cessent entre 1956 et 1966. Dans les années 1980, le club, devenu municipal en 1983, compte plus de 400 adhérents.
En octobre 2017, le champion de tennis Gilles Moretton annonce désirer s'investir dans le club. Il en est membre depuis. Par la suite il prend des responsabilités à la ligue régionale, épaulé par Patrick Luquet, également dirigeant du club. En février 2021, Gilles Moretton est élu président de la FFT et Patrick Luquet devient un des vice-présidents de la fédération.

### Twirling bâton
Le club de twirling bâton, nommé Twirling Bâton Saint-Maurice-de-Beynost (TBSM) a été fondé en 2002. Il est affilié à la fédération sportive et culturelle de France (FSCF). En avril 2022, il compte environ 40 membres.

### Volley-ball

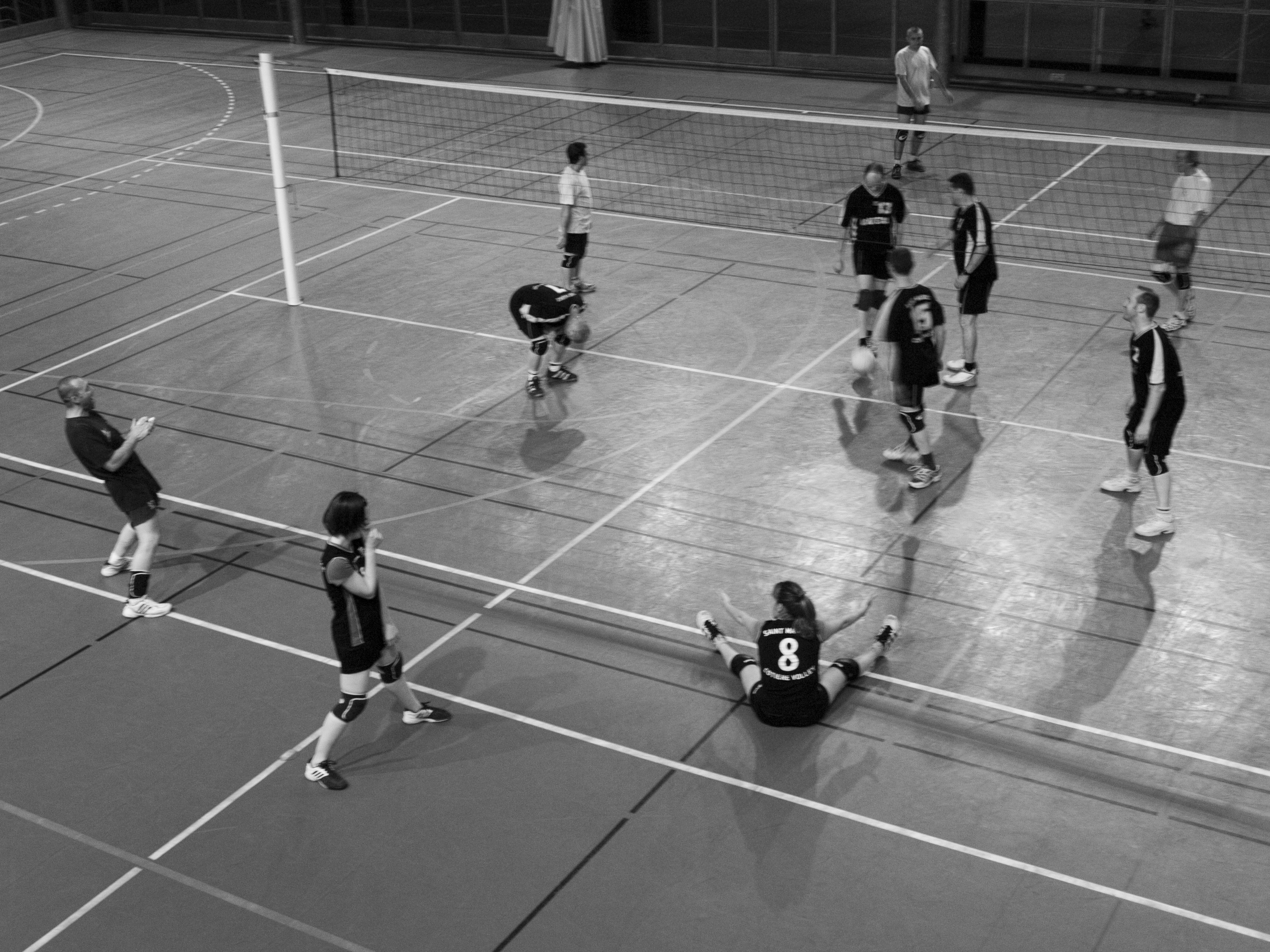
Le SMCV à l'entraînement en 2008.

Le club mauricien de volley-ball créé en 1992 se nomme Saint-Maurice Côtière Volley (SMCV). Il a son siège au centre social Artémis. Toutefois, il s'entraîne et joue ses matchs dans deux gymnases localisés en dehors du territoire communal : à Beynost et à Miribel. Les équipes seniors masculine et féminine ont par le passé évolué dans des championnats de la FFVB ; elles évoluent à présent dans des divisions de la FSGT. Le club a remporté plusieurs titres de champion départemental de l'Ain, en particulier dans les divisions de jeunes (par exemple les benjamines à l'issue de la saison 2011-2012). Le club organise annuellement le tournoi du SMCV.

## Personnalités sportives liées à la ville
On peut notamment citer :
- Gérard Simonian (1934 - 2003), journaliste sportif spécialisé dans le football. Il est né et a grandi à Saint-Maurice-de-Beynost où il est inhumé ;
- Jean Djorkaeff, footballeur ayant évolué à l'Olympique Saint-Maurice en équipe de jeunes ;
- Roland Schmitt, footballeur international ayant entraîné l'Olympique Saint-Maurice ;
- Éric Spadiny, footballeur ayant évolué à l'Olympique Saint-Maurice ;
- Joseph-Désiré Job, footballeur ayant évolué enfant à l'Olympique Saint-Maurice et qui a grandi à Saint-Maurice-de-Beynost ;